# Поляков, Михаил Харитонович
Михаил Харитонович Поляков (31 августа 1884, Екатеринбург — 9 мая 1938, Москва) — управляющий советским правительством Крыма в феврале — ноябре 1921 года.

## Биография
Происходил из еврейской купеческой семьи. Конфектное заведение фабриканта X. П. Полякова располагалось в Екатеринбурге в доме купца Р. Ф. Федосеева на Покровском проспекте № 54. С 1910 года семье принадлежал каменный дом № 58 на Покровском проспекте (угол улицы 2-й Береговой), куда была переведена кондитерская фабрика Х. П. Полякова и открыты бакалейный, табачный и колониальный магазины.
В 1903 году окончил с золотой медалью Екатеринбургскую гимназию. С юношества становится членом большевистской партии, за участие в забастовке был исключен с медицинского факультета Казанского университета. В Томском технологическом институте получил профессию учителя.
Член партии эсеров с 1904 года. В 1905—1907 годах занимался созданием на Урале отделений Всероссийского крестьянского союза — в Вятской губернии. Трижды арестовывался царской охранкой, в 1914 году выслан в Чердынский уезд Пермской губернии.
Накануне Февральской революции работал в союзе земств и городов в Челябинске. Участник от Оренбургской губернии Всероссийского съезда советов в марте-апреле 1917 в Петрограде.
В конце 1917 года был избран во Всероссийское учредительное собрание в Оренбургском избирательном округе по списку № 3 (эсеры и съезд крестьянских депутатов).
В времени гражданской войны с 1917 года был председателем Челябинской волостной земской управы Челябинского губисполкома, председатель городской думы, товарищ председателя уездного Совета Крестьянских депутатов. Председатель горкома партии социалистов-революционеров. В декабре 1917 после раскола местной организации Партии социалистов-революционеров возглавил левое крыло и избран комиссаром юстиции области Совета Урала.
С сентября 1918 года — член РКП(б) — принят на 5-м съезде Советов, член коллегии НКВД. Во время Гражданской войны был заместителем председателя Оренбургского губернского исполкома, с 1919 года председатель Челябинского губернского исполкома. Направил секретное письмо Ленину, где возражал против продразверстки на Челябинскую губернию.
20 февраля 1921 года по решению ЦК РКП(б) прибыл в Крым из Челябинска. С 21 февраля по 7 ноября — председатель Крымревкома.
Одновременно возглавлял Экономическое совещание и Особое совещание по борьбе с бандитизмом при Крымревкоме.
В мае 1921 участвовал в работе IV-й, в ноябре — V-й крымских областных конференций РКП(б), в ходе которых поддерживал идею создания на территории полуострова автономной республики.
Находясь на посту председателя Крымревкома, уделял большое внимание созданию благоприятных условий для жизни на полуострове и не поддерживал кампании переименований исторических названий городов.
В частности, когда в начале 1921 года Крымревком решает переименовать Ялту в Красноармейск с мотивом «с названием Ялта связывается представление о городе-курорте, которое было когда-то центром разврата и разгула развратной буржуазии», 25 августа на обсуждении пленума Крымского обкома РКП(б) по этому вопросу Поляков высказался за сохранение исторического названия, его поддержали 10 из 15 участников пленума.
Активно работал в комиссии, которая занималась решением вопросов дальнейшей судьбы Крыма; часто ездил в Москву для обсуждения с руководством крымских предложений.
В ноябре 1921 на I Всекрымском учредительном съезде советов избран членом Крымского ЦИК. На первом заседании ЦИК назначен заместителем председателя СНК Крымской АССР и народным комиссаром внутренних дел Крымской АССР.
Работал в наркоматах финансов и коммунального хозяйства РСФСР, в Госплане.
Был главным арбитром при Совете Народных Комиссаров РСФСР.
В 1930-х годах в Крыму арестовывали всех, кто работал с Вели Ибраимовым и Султан-Галиевым. Так как Султан-Галиев в течение марта-апреля 1921 и с 1924 года занимал должность председателя СНК Крымской АССР, а Поляков поддерживал с ним по работе тесные связи. Поляков был арестован 2 февраля 1938 года. В феврале 1938 года ему предъявлено обвинение в терроризме. Расстрелян 9 мая 1938 года по Сталинскому расстрельному списку приговором ВКВС СССР.  Захоронен на полигоне Коммунарка. Посмертно реабилитирован ВКВС СССР в январе 1956 года.